# يوهان كريستيان هيرتل
يوهان كريستيان هيرتل (بالألمانية: Johann Christian Hertel)‏ هو ملحن ألماني، ولد في 25 يونيو 1697 في أوتينغن إن بايرن في ألمانيا، وتوفي في 1 أكتوبر 1754 في Strelitz-Alt ‏ في ألمانيا.

## وصلات خارجية
- يوهان كريستيان هيرتل على موقع ميوزك برينز (الإنجليزية)
- يوهان كريستيان هيرتل على موقع ديسكوغز (الإنجليزية)